# キャサリン・オクセンバーグ
キャサリン・オクセンバーグ（Catherine Oxenberg, 1961年9月22日 - ）は、アメリカ合衆国の女優。

## 人物
ケネディ家と親しい服飾メーカーの経営者ハワード・オクセンバーグと、その妻イェリサヴェータ・カラジョルジェヴィチの間に長女として生まれた。母イェリサヴェータはユーゴスラヴィア王国の王族で摂政を務めたパヴレ王子の娘であり、イギリス国王チャールズ3世の又従姉に当たる。またジョージ2世の直系子孫でプロテスタントのため、大変低い順位ながらイギリス王位継承資格を有している。セント・ポールズ・スクールを経てコロンビア大学を卒業した。
1982年、『The Royal Romance of Charles and Diana』で主人公ダイアナ皇太子妃（実際にも遠い姻戚に当たる）の役でデビューしたが、出自が影響してプリンセス役のオファーが多く、1987年に『新・ローマの休日』でかつてオードリー・ヘプバーンが演じたアン王女役を演じ、1992年の『Charles and Diana: Unhappily Ever After』では再びダイアナ役に抜擢された。一般にはソープオペラ『ダイナスティ』のアマンダ役で知られており、コメディー番組『サタデー・ナイト・ライブ』にも出演した。上記のテレビ出演の他、1988年にヒュー・グラントと共演した『白蛇伝説』のヒロイン役など映画出演もこなしている。
私生活では1991年6月に長女インディアを出産したが、父親は明言されていない。1998年7月カリフォルニア州ビバリーヒルズで映画プロデューサーのロバート・エヴァンスと結婚するも9日で破局。翌1999年5月、何度か共演していた俳優キャスパー・ヴァン・ディーンとラスヴェガスで再婚し、2人の娘をもうけた。2005年に2人の結婚生活を追ったドキュメンタリー番組『I Married a Princess』が製作され、アメリカおよびイギリスで放送されている。
| 上位 ジョージア・バルフォア | イギリス王位継承順位 （ジョージ2世の娘メアリーの子孫） 他の英連邦王国の王位継承権も同様 | 下位 マヤ・ヴァン・ディーン |